# Gymnogobius
Gymnogobius is een geslacht van straalvinnige vissen uit de familie van grondels (Gobiidae).

## Soorten
- Gymnogobius breunigii (Steindachner, 1879)
- Gymnogobius castaneus (O'Shaughnessy, 1875)
- Gymnogobius cylindricus (Tomiyama, 1936)
- Gymnogobius heptacanthus (Hilgendorf, 1879)
- Gymnogobius isaza (Tanaka, 1916)
- Gymnogobius macrognathos (Bleeker, 1860)
- Gymnogobius mororanus (Jordan & Snyder, 1901)
- Gymnogobius nigrimembranis (Wu & Wang, 1931)
- Gymnogobius opperiens Stevenson, 2002
- Gymnogobius petschiliensis (Rendahl, 1924)
- Gymnogobius scrobiculatus (Takagi, 1957)
- Gymnogobius taranetzi (Pinchuk, 1978)
- Gymnogobius transversefasciatus Wu & Zhou, 1990)
- Gymnogobius uchidai (Takagi, 1957)
- Gymnogobius urotaenia (Hilgendorf, 1879)
- Gymnogobius zhoushanensis Zhao, Wu & Zhong, 2007